# Біг-Лейкс
Графство Біг-Лейкс (англ. Big Lakes County) — муніципальний район в Канаді, у провінції Альберта.

## Населення
За даними перепису 2016 року, муніципальний район нараховував 5672 жителів, показавши скорочення на 4,1%, порівняно з 2011-м роком. Середня густина населення становила 0,4 осіб/км².
З офіційних мов обидвома одночасно володіли 195 жителів, тільки англійською — 5 470, а 5 — жодною з них. Усього 680 осіб вважали рідною мовою не одну з офіційних, з них 490 — одну з корінних мов, а 30 — українську.
Працездатне населення становило 63,5% усього населення, рівень безробіття — 15,5% (19,7% серед чоловіків та 10,9% серед жінок). 78,2% були найманими працівниками, 18,6% — самозайнятими.
Середній дохід на особу становив $44 381 (медіана $32 192), при цьому для чоловіків — $53 041, а для жінок $35 271 (медіани — $40 346 та $27 168 відповідно).
23,6% мешканців мали закінчену шкільну освіту, не мали закінченої шкільної освіти — 37%, 39,4% мали післяшкільну освіту, з яких 12,8% мали диплом бакалавра, або вищий.
| Статево-вікова структура населення | Статево-вікова структура населення | Статево-вікова структура населення | Статево-вікова структура населення | Статево-вікова структура населення |
| ---------------------------------- | ---------------------------------- | ---------------------------------- | ---------------------------------- | ---------------------------------- |
|                                    |                                    |                                    |                                    |                                    |
| Всього                             | Всього                             | 50,7%49,3%                         |                                    |                                    |
| 0 — 14 років                       | 0 — 14 років                       |                                    | 21,4%                              | 21,4%                              |
| 15 — 64 років                      | 15 — 64 років                      |                                    | 64,3%                              | 64,3%                              |
| 65 і більше                        | 65 і більше                        |                                    | 14,3%                              | 14,3%                              |
| 85 і більше                        | 85 і більше                        |                                    | 1,1%                               | 1,1%                               |
| Середній вік (років)               | Середній вік (років)               | 39,637,9                           | 38,7                               | 38,7                               |
| Медіана (років)                    | Медіана (років)                    | 41,639,7                           | 40,6                               | 40,6                               |
| — чоловіки — жінки                 |                                    |                                    |                                    |                                    |

| Походження мешканців:     | Походження мешканців:     | Походження мешканців: | Походження мешканців: | Походження мешканців: |
| ------------------------- | ------------------------- | --------------------- | --------------------- | --------------------- |
| Походження                |                           |                       | осіб                  | %                     |
| Корінні американці        | Корінні американці        |                       | 2 790                 | 49.69%                |
| Інше північноамериканське | Інше північноамериканське |                       | 1 165                 | 20.75%                |
| Європейське               | Європейське               |                       | 3 170                 | 56.46%                |
| британське                | британське                |                       | 1 815                 | 32.32%                |
| французьке                | французьке                |                       | 935                   | 16.65%                |
| українське                | українське                |                       | 525                   | 9.35%                 |
| Карибське                 | Карибське                 |                       | 25                    | 0.45%                 |
| Африканське               | Африканське               |                       | 35                    | 0.62%                 |
| Азійське                  | Азійське                  |                       | 80                    | 1.42%                 |

| Зайнятість населення за галузями (за класифікацією NOC): | Зайнятість населення за галузями (за класифікацією NOC): | Зайнятість населення за галузями (за класифікацією NOC): | Зайнятість населення за галузями (за класифікацією NOC): | Зайнятість населення за галузями (за класифікацією NOC): |
| -------------------------------------------------------- | -------------------------------------------------------- | -------------------------------------------------------- | -------------------------------------------------------- | -------------------------------------------------------- |
|                                                          |                                                          |                                                          |                                                          |                                                          |
| Управління                                               | Управління                                               |                                                          | 14,7%                                                    | 14,7%                                                    |
| Бізнес, фінанси та адміністрування                       | Бізнес, фінанси та адміністрування                       |                                                          | 13,2%                                                    | 13,2%                                                    |
| Природничі та прикладні науки                            | Природничі та прикладні науки                            |                                                          | 3,5%                                                     | 3,5%                                                     |
| Охорона здоров'я                                         | Охорона здоров'я                                         |                                                          | 2,2%                                                     | 2,2%                                                     |
| Освіта, правозахист, муніципальні та урядові служби      | Освіта, правозахист, муніципальні та урядові служби      |                                                          | 12,1%                                                    | 12,1%                                                    |
| Мистецтво, культура, відпочинок та спорт                 | Мистецтво, культура, відпочинок та спорт                 |                                                          | 1,1%                                                     | 1,1%                                                     |
| Роздрібна торгівля та послуги                            | Роздрібна торгівля та послуги                            |                                                          | 14,7%                                                    | 14,7%                                                    |
| Гуртова торгівля, транспорт та обладнання                | Гуртова торгівля, транспорт та обладнання                |                                                          | 27,4%                                                    | 27,4%                                                    |
| Природні ресурси, сільське господарство                  | Природні ресурси, сільське господарство                  |                                                          | 8%                                                       | 8%                                                       |
| Виробництво                                              | Виробництво                                              |                                                          | 3,2%                                                     | 3,2%                                                     |

## Населені пункти
До складу муніципального району входять містечка Гай-Прері, Свон-Гіллс, індіанські резервації Дріфт-Пайл-Рівер 150, Капаве-но, Капаве-но, Сакер-Крік 150A, Свон-Рівер 150E, а також хутори, інші малі населені пункти та розосереджені поселення.

## Клімат
Середня річна температура становить 1,5°C, середня максимальна – 20,9°C, а середня мінімальна – -23,1°C. Середня річна кількість опадів – 450 мм.
| Клімат поселення                              | Клімат поселення | Клімат поселення | Клімат поселення | Клімат поселення | Клімат поселення | Клімат поселення | Клімат поселення | Клімат поселення | Клімат поселення | Клімат поселення | Клімат поселення | Клімат поселення | Клімат поселення |
| Показник                                      | Січ.             | Лют.             | Бер.             | Квіт.            | Трав.            | Черв.            | Лип.             | Серп.            | Вер.             | Жовт.            | Лист.            | Груд.            |                  |
| Середній максимум, °C                         | −9,3             | −4,76            | 0,94             | 10,42            | 16,78            | 20,88            | 20,86            | 19,94            | 14,87            | 9,27             | −1,27            | −9,29            |                  |
| Середня температура, °C                       | −16,2            | −11,64           | −5,96            | 3,50             | 9,90             | 14,00            | 15,79            | 14,84            | 9,80             | 4,20             | −6,37            | −14,39           |                  |
| Середній мінімум, °C                          | −23,1            | −18,54           | −12,85           | −3,35            | 3,00             | 7,10             | 10,69            | 9,74             | 4,70             | −0,9             | −11,45           | −19,48           |                  |
| Норма опадів, мм                              | 29               | 19               | 19               | 20               | 34               | 86               | 67               | 54               | 44               | 26               | 28               | 24               |                  |
| Середньомісячна швидкість вітру, м/с          | 3.30             | 3.39             | 3.40             | 3.40             | 3.40             | 3.20             | 2.90             | 2.80             | 3.10             | 3.50             | 3.20             | 3.32             |                  |
| Середньомісячна сонячна радіація, кДж/м²·день | 2663             | 6037             | 11380            | 16914            | 20394            | 21804            | 21631            | 17753            | 11680            | 6483             | 2995             | 1878             |                  |
| --------------------------------------------- | ---------------- | ---------------- | ---------------- | ---------------- | ---------------- | ---------------- | ---------------- | ---------------- | ---------------- | ---------------- | ---------------- | ---------------- | ---------------- |
| Джерело:                                      |                  |                  |                  |                  |                  |                  |                  |                  |                  |                  |                  |                  |                  |